# Hendrik Mäkeler

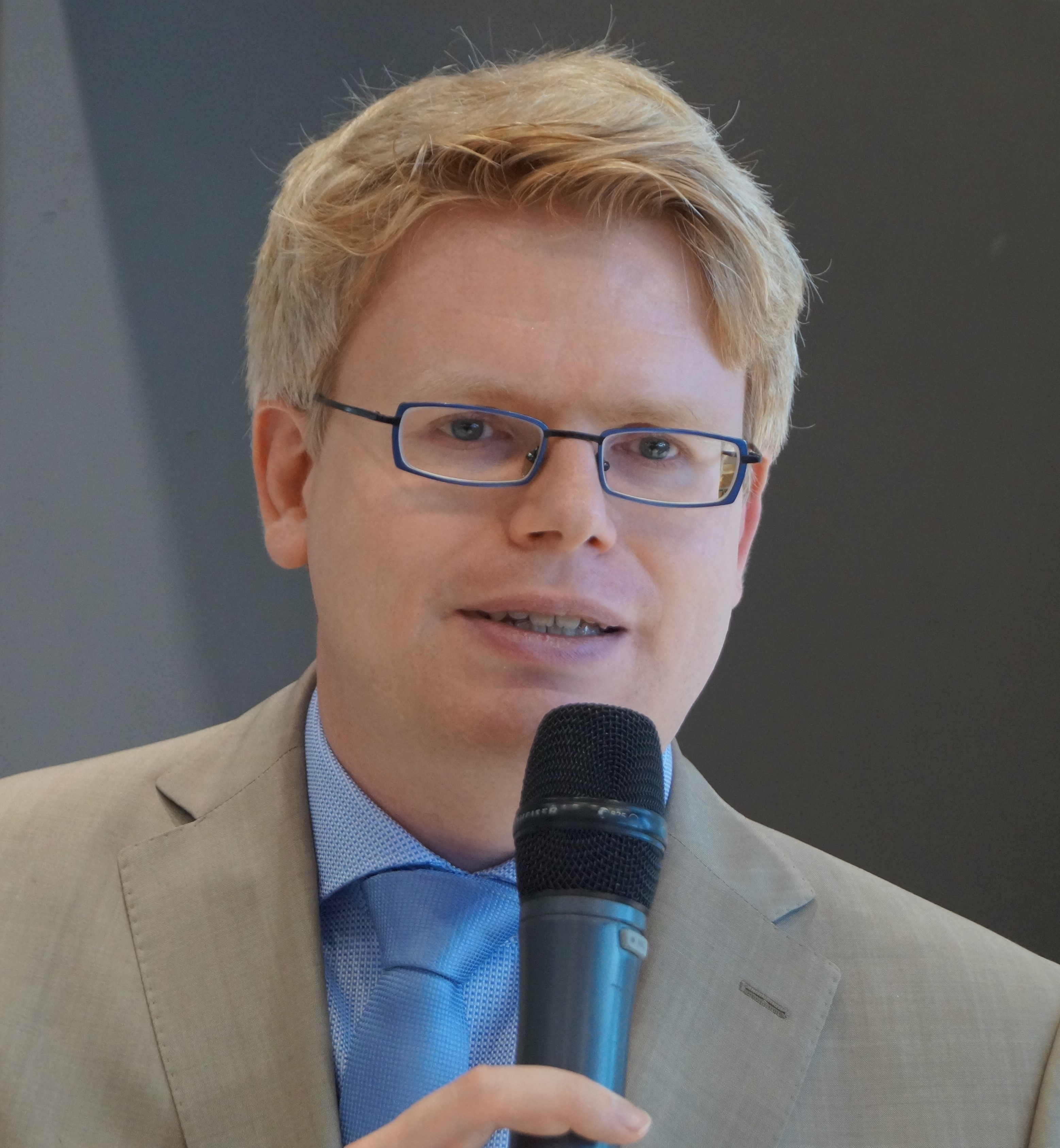
Hendrik Mäkeler, 2018

Hendrik Mäkeler (* 1979 in Rinteln) ist ein deutscher Numismatiker und Fachbuchautor.

## Leben und Wirken
Hendrik Mäkeler studierte von 1999 bis 2004 Mittlere und Neuere Geschichte, Ur- und Frühgeschichte sowie Nordische Philologie an der Christian-Albrechts-Universität zu Kiel. Von 2002 bis 2004 war er Stipendiat der Studienstiftung des Deutschen Volkes. Er schrieb 2004 seine Magisterarbeit zum Thema „Das Rechnungsbuch des Speyerer Druckherrn Peter Drach d.M. (um 1450–1504)“ und promovierte 2008 mit der Dissertation „Reichsmünzwesen im späten Mittelalter“.
Von 2008 bis 2017 war er Leiter des Münzkabinetts der Universität Uppsala. Seit November 2017 ist Mäkeler Leiter der Numismatik und Geldgeschichte in der Deutschen Bundesbank. Des Weiteren war er im November 2012 Gastdozent am Historischen Institut der Universität Mannheim.
Seit 2007 ist er korrespondierendes Mitglied der Schwedischen Numismatischen Gesellschaft.

## Auszeichnungen
- 1995: Eligius-Jugendpreis der Deutschen Numismatischen Gesellschaft[1]
- 2011: Ehrenpreis der Gesellschaft für Internationale Geldgeschichte

## Schriften (Auswahl)
- Wikingerzeitlicher Geldumlauf im Ostseeraum – Neue Perspektiven, in: Quaestiones Medii Aevi Novae 10 (2005), S. 121–149.
- Das Rechnungsbuch des Speyerer Druckherrn Peter Drach d. M. (um 1450–1504) (= Sachüberlieferung und Geschichte. Siegener Abhandlungen zur Entwicklung der materiellen Kultur. Band 38), St. Katharinen 2006, ISBN 978-3-89590-163-8 (zugleich Magisterarbeit, Kiel 2004).
- mit Peter Berghaus: Münzkabinett der Universität Uppsala. Deutsche Münzen der Wikingerzeit sowie des hohen und späten Mittelalters (= Studia Numismatica Upsaliensia. Band 2), Uppsala 2006, ISBN 91-554-6603-6 (Open Access urn:nbn:se:uu:diva-127592)
- Reichsmünzwesen im späten Mittelalter. Teil 1: Das 14. Jahrhundert (= Vierteljahrschrift für Sozial- und Wirtschaftsgeschichte. Beihefte. Band 209), Stuttgart 2010, ISBN 978-3-515-09658-4 (zugleich Dissertation, Kiel 2008)
- Globalisierter Handel um die Jahrtausendwende. Die Ausdehnung des wikingerzeitlichen Handelsraums, in: Rolf Walter (Hrsg.): Globalisierung in der Geschichte. Erträge der 23. Arbeitstagung der Gesellschaft für Sozial- und Wirtschaftsgeschichte vom 18. bis 21. März 2009 in Kiel (= Vierteljahrschrift für Sozial- und Wirtschaftsgeschichte. Beihefte. Band 214), Stuttgart 2011, ISBN 978-3-515-09851-9, S. 15–45.
- Die Vernetzung der wikingerzeitlichen Münzprägung im europäischen Raum und deren Bedeutung für die Definition von Herrschaftsräumen, in: Sunhild Kleingärtner und Gabriel Zeilinger (Hrsg.): Raumbildung durch Netzwerke? Der Ostseeraum zwischen Wikingerzeit und Spätmittelalter aus archäologischer und geschichtswissenschaftlicher Perspektive. Beiträge des am 28. und 29. Oktober 2010 in Kiel veranstalteten Workshops (= Zeitschrift für Archäologie des Mittelalters. Beiheft 23), Bonn 2012, ISBN 978-3-7749-3794-9, S. 39–53.
- Querbezüge zwischen Mittelalternumismatik und Geldtheorie. Zur Deutung wikingerzeitlicher Depotfunde, in: Gerd Dethlefs, Arent Pol und Stefan Wittenbrink (Hrsg.): NUMMI DOCENT! Münzen – Schätze – Funde. Festschrift für Peter Ilisch zum 65. Geburtstag am 28. April 2012, Osnabrück 2012, ISBN 978-3-941357-02-0, S. 79–91.
- Geldgebrauch als Lebensform. Die ‚Etymologien‘ des Isidor von Sevilla und die ‚Reformatio Sigismundi‘ über das Münzwesen, in: Harm von Seggern und Gabriel Zeilinger (Hrsg.): „Es geht um die Menschen“. Beiträge zur Wirtschafts- und Sozialgeschichte des Mittelalters für Gerhard Fouquet zum 60. Geburtstag, Frankfurt am Main u. a. 2012, ISBN 978-3-653-02390-9, S. 47–57.
- Politik und Wirtschaft. Zum Verbreitungsmuster der wikingerzeitlichen Depotfunde, in: Tuukka Talvio und Magnus Wijk (Hrsg.): Myntstudier. Festskrift till Kenneth Jonsson (= Svenska Numismatiska Föreningen. Monografier), Stockholm 2015, ISBN 978-91-979427-2-0, S. 64–67.
- Gold als Zahlungsmittel, in: Carl-Ludwig Thiele (Hrsg.): Das Gold der Deutschen, München 2018, ISBN 978-3-7774-3074-4, S. 25–59.
- Sächsische Taler als Garanten stabilen Geldes in der Frühen Neuzeit, in: Johannes Beermann (Hrsg.): Sachsens Silber, Gold und Geld. Sächsische Zahlungsmittel in der Sammlung der Deutschen Bundesbank, München 2022, ISBN 978-3-7774-3989-1, S. 54–79.